# Код седам Шваба
Кафана Код седам Шваба се налазила на углу Хиландарске улице и Џорџа Вашингтона у Београду. Саграђена је у првој половини 19. века. Шездесетих година двадесетог века кафана је срушена и на њеном месту је изграђена зграда у којој се годинама налазио ресторан Видин-капија или популарно назван Видинац.

## Историјат
Кафана Код седам Шваба се налазила у прилично неугледној приземној кући. Имала је чудно име.   Датира из прве половине 19. века. Име је добила по Немцима који су у близини градили Варошку болницу у Улици Џорџа Вашингтона и хранили су се у њој. Некадашњи назив је био Код кочијаша. Ђура Јакшић је осликао унутрашњи зид кафане како би исплатио дуг за јело и пиће које је направио у кафани. Наликао је седморицу Шваба како јуре зеца. У башти су били посађени кестенови.

### Власник
Имала је више власника.

### Име кафане
Због слике коју је насликао Ђура Јакшић име кафане је било различито: Седам храбрих Шваба, али и Седам Шваба и један зец.
У то време су и друге кафане у Београду имале необична имена (У модрим шумама, Код две мистерије, Код поцепаних гаћа). Није био лак задатак да се да име кафани. Требало је да назив буде интересантан, лак за памћење и да привлачи госте.

## Занимљивости
Предратни београдски боеми су се окупљали код Дарданела, Код два јелена, Три шешира, Код седам Шваба, Орача, Код златног бокала, Соколовића и у Позоришној кафани.